# Velocija
Velocija (lat. Vellozia), rod vazdazelenih trajnica i grmova iz porodice velocijevki (Velloziaceae). Na popisu je 137 priznatih vrsta rasprostranjenih u tropskoj Južnoj Americi
Rod je opisan u Florae Lusitanicae et Brasiliensis Specimen 32. 1788.

## Vrste
1. Vellozia abietina Mart.
2. Vellozia alata L.B.Sm.
3. Vellozia albiflora Pohl
4. Vellozia albohexandra Mello-Silva ex Andr.Cabral & Magri
5. Vellozia aloifolia Mart.
6. Vellozia alutacea Pohl
7. Vellozia andina Ibisch, R.Vásquez & Nowicki
8. Vellozia angustifolia Goethart & Henrard
9. Vellozia arenicola L.B.Sm.
10. Vellozia armata Mello-Silva
11. Vellozia asperula Mart.
12. Vellozia auriculata Mello-Silva & N.L.Menezes
13. Vellozia bahiana L.B.Sm. & Ayensu
14. Vellozia barbaceniifolia Seub.
15. Vellozia barbata Goethart & Henrard
16. Vellozia bicarinata L.B.Sm. & Ayensu
17. Vellozia blanchetiana L.B.Sm.
18. Vellozia brachypoda L.B.Sm. & Ayensu
19. Vellozia bradei Schulze-Menz
20. Vellozia brevifolia Seub.
21. Vellozia breviscapa Mart.
22. Vellozia bulbosa L.B.Sm.
23. Vellozia caespitosa L.B.Sm. & Ayensu
24. Vellozia candida J.C.Mikan
25. Vellozia canelinha Mello-Silva
26. Vellozia capiticola L.B.Sm.
27. Vellozia caput-ardeae L.B.Sm. & Ayensu
28. Vellozia caruncularis Mart. ex Seub.
29. Vellozia castanea L.B.Sm. & Ayensu
30. Vellozia caudata Mello-Silva
31. Vellozia ciliata L.B.Sm.
32. Vellozia cinerascens (Mart.) Mart. ex Seub.
33. Vellozia compacta Mart.
34. Vellozia coronata L.B.Sm.
35. Vellozia costata L.B.Sm. & Ayensu
36. Vellozia crinita Goethart & Henrard
37. Vellozia crispata L.B.Sm.
38. Vellozia cryptantha Seub.
39. Vellozia dasypus Seub.
40. Vellozia decidua L.B.Sm. & Ayensu
41. Vellozia declinans Goethart & Henrard
42. Vellozia dracaenoides R.J.V.Alves & N.G.Silva
43. Vellozia echinata Goethart & Henrard
44. Vellozia epidendroides Mart.
45. Vellozia everaldoi N.L.Menezes
46. Vellozia exilis Goethart & Henrard
47. Vellozia fibrosa Goethart & Henrard
48. Vellozia filifolia (L.B.Sm.) Mello-Silva
49. Vellozia fimbriata Goethart & Henrard
50. Vellozia fontellana R.J.V.Alves & N.G.Silva
51. Vellozia froesii L.B.Sm.
52. Vellozia fruticosa L.B.Sm.
53. Vellozia furcata L.B.Sm. & Ayensu
54. Vellozia geotegens L.B.Sm. & Ayensu
55. Vellozia gigantea N.L.Menezes & Mello-Silva
56. Vellozia giuliettiae N.L.Menezes & Mello-Silva
57. Vellozia glabra J.C.Mikan
58. Vellozia glandulifera Goethart & Henrard
59. Vellozia glauca Pohl
60. Vellozia glochidea Pohl
61. Vellozia goiasensis L.B.Sm.
62. Vellozia graminea Pohl
63. Vellozia granulata Goethart & Henrard
64. Vellozia grao-mogulensis L.B.Sm.
65. Vellozia grisea Goethart & Henrard
66. Vellozia gurkenii L.B.Sm.
67. Vellozia harleyi L.B.Sm. & Ayensu
68. Vellozia hatschbachii L.B.Sm. & Ayensu
69. Vellozia hemisphaerica Seub.
70. Vellozia hirsuta Goethart & Henrard
71. Vellozia hypoxoides L.B.Sm.
72. Vellozia incurvata Mart.
73. Vellozia inselbergae Mello-Silva ex Andr.Cabral
74. Vellozia intermedia Seub.
75. Vellozia jolyi L.B.Sm.
76. Vellozia laevis L.B.Sm.
77. Vellozia lilacina L.B.Sm. & Ayensu
78. Vellozia linearis Mello-Silva
79. Vellozia luteola Mello-Silva & N.L.Menezes
80. Vellozia macedonis Woodson
81. Vellozia marcescens L.B.Sm.
82. Vellozia maxillarioides L.B.Sm.
83. Vellozia mellosilvae Andr.Cabral, Magri & J.C.Lopes
84. Vellozia metzgerae L.B.Sm.
85. Vellozia minima Pohl
86. Vellozia modesta L.B.Sm. & Ayensu
87. Vellozia nanuzae L.B.Sm. & Ayensu
88. Vellozia nivea L.B.Sm. & Ayensu
89. Vellozia nuda L.B.Sm. & Ayensu
90. Vellozia obtecta Mello-Silva
91. Vellozia ornata Mart.
92. Vellozia ornithophila Mello-Silva
93. Vellozia patens L.B.Sm. & Ayensu
94. Vellozia peripherica Mello-Silva
95. Vellozia pilosa Goethart & Henrard
96. Vellozia piresiana L.B.Sm.
97. Vellozia prolifera Mello-Silva
98. Vellozia pterocarpa L.B.Sm. & Ayensu
99. Vellozia pulchra L.B.Sm.
100. Vellozia pumila Goethart & Henrard
101. Vellozia punctulata Seub.
102. Vellozia pusilla Pohl
103. Vellozia pyrantha A.A.Conc.
104. Vellozia ramosissima L.B.Sm.
105. Vellozia religiosa Mello-Silva & D.Sasaki
106. Vellozia resinosa Mart.
107. Vellozia scabrosa L.B.Sm. & Ayensu
108. Vellozia scoparia Goethart & Henrard
109. Vellozia sellowii Seub.
110. Vellozia semirii Mello-Silva & N.L.Menezes
111. Vellozia sessilis L.B.Sm. ex Mello-Silva
112. Vellozia seubertiana Goethart & Henrard
113. Vellozia sincorana L.B.Sm. & Ayensu
114. Vellozia spiralis L.B.Sm.
115. Vellozia squalida Mart.
116. Vellozia squamata Pohl
117. Vellozia stellata L.B.Sm. & Ayensu
118. Vellozia stenocarpa Mello-Silva
119. Vellozia stipitata L.B.Sm. & Ayensu
120. Vellozia strangii L.B.Sm. ex Mello-Silva
121. Vellozia streptophylla L.B.Sm.
122. Vellozia subalata L.B.Sm. & Ayensu
123. Vellozia subscabra J.C.Mikan
124. Vellozia sulphurea Pohl
125. Vellozia swallenii L.B.Sm.
126. Vellozia taxifolia (Mart. ex Schult. & Schult.f.) Mart. ex Seub.
127. Vellozia teres L.B.Sm. & Ayensu
128. Vellozia tillandsioides Mello-Silva
129. Vellozia tomeana L.B.Sm. & Ayensu
130. Vellozia tomentosa Pohl
131. Vellozia torquata L.B.Sm. & Ayensu
132. Vellozia tragacantha (Mart. ex Schult. & Schult.f.) Mart. ex Seub.
133. Vellozia tubiflora (A.Rich.) Kunth
134. Vellozia variegata Goethart & Henrard
135. Vellozia verruculosa Mart.
136. Vellozia viannae L.B.Sm.
137. Vellozia wasshausenii L.B.Sm. & Ayensu